# Ото I фон Ауершперг
Ото I фон Ауершперг (на немски: Otto I. Graf von Auersperg; † 13 декември 1215) е граф на Ауершперг. Той произлиза от старата линия на Ауершпергите от Крайна/Словения.

## Биография
Той е син на Адолф IV фон Ауершперг (* ок. 1150; † 1204) и съпругата му Клара/ Каранка фон Фалкенберг, дъщеря на Балтазар фон Фалкенберг. Внук е на граф Пилграм III фон Ауершперг († 1181) и правнук на Пилграм II фон Ауершперг († 1160).
Синовете му Енгелберт II фон Ауершперг и Йохан II фон Ауершперг участват в кръстоносния поход на Леополд VI Бабенберг в Светите земи, където Енгелберт II е убит в Палестина. Синът му Йохан II наследява графството.
Внуците му са издигнати през 1550 г. на фрайхерен, 1630 г. на графове, а Йохан Вайкхард фон Ауершперг (1615 – 1677) е от 1653 г. първият княз фон Ауершперг.

## Фамилия
Ото I фон Ауершперг се жени за Елизабет фон Зумерек и Зонек и има четири сина:
- Енгелберт II фон Ауершперг, граф, кръстоноцес, убит в Палестина
- Йохан II фон Ауершперг (* ок. 1205; † 1246), рицар, кръстоноцес, женен за Клара фон Тушентал; има 10 деца; неговите потомци стават фрайхерен
- Майнхалм фон Ауершперг († ок. 1232), граф; има два сина
- Ото фон Ауершперг, граф

## Галерия
- Замък Ауершперг, днес „Град Туриак“
- Замък Ауершперг във Velike Lašče (1689)